# MC Solaar
Claude Honoré M'Barali (Dakar, 5 de marzo de 1969), conocido artísticamente como MC Solaar, es un rapero francés de origen senegalés y chadiano. Conocido por ser uno de los primeros artistas en popularizar el rap en Francia, al comienzo de los años 1990. Su música y la calidad literaria de sus textos son fruto de inspiraciones diversas, desde Serge Gainsbourg a las músicas africanas (marfileñas, malíes, chadianas), hasta los clásicos de la música negra estadounidense (jazz y rap). Es el rapero que más discos ha vendido en Francia, con más de 5 millones.

## Biografía

### Juventud y comienzos
Claude Me Barali nace en Dakar (Senegal), el 5 de marzo de 1969. De padres chadianos ; su padre es traductor y su madre enfermera. Tiene dos hermanos y una hermana. La situación política de revuelta en Chad empuja a su familia a abandonar este país cuando tiene seis meses, instalándose en Isla de Francia, en Saint-Denis, después a Maisons-Alfort y Villeneuve-Saint-Georges, como dice en Bouge de là y más precisamente en Lève toi et rap (« Todo ha comenzado allá en la ciudad que se llama Maisons-Alfort ») o como podemos escuchar en el comienzo del clip Victime de la mode o en la canción Quartier nord donde narra : « Vengo del sur de la capital, de la ciudad que se llama Maisons-Alfort, barrio norte... Listo para la apuesta a muerte. » o durante sus comienzos radiofónicos bajo el nombre de Claude MC: « A Villeneuve-Saint-Georges el cuchillo bajo la garganta, hace falta resistir y nunca ceder».
A los doce años, se muda a casa de uno sus tíos establecido en el Cairo, en Egipto. Es inscrito en la escuela francesa donde permanece nueve meses, después pasa su selectividad en Francia, en 1988, y realiza sus primeros textos en la emisión de Dee Nasty y Lionel D sobre Radio Nova, donde canta : « Claude MC tal es mi nombre, Solaar es mi etiqueta que tendrá renombre » (Solaar está al comienzo de su etiqueta), sigue con estudios de lenguas (ingleses, español y ruso) y de filosofía en el Campus de Jussieu. Es entonces cuando marcha al grupo musical Posse 501 (pronunciado cinq cent one).
Es conocido también para su método de trabajo y su gusto por la lectura: Cada mañana, iba a buscar la totalidad de los periódicos y de las revistas publicadas diariamente para leerlas con el fin de aprender lo que transcurría en el mundo, enriquecer su vocabulario y rapear sobre asuntos de actualidad, antes de llegar a los estudios de grabación.
Después de varios clips realizados por RapLine y difundidos durante la emisión (Bouge de là et Quartier nord), sale su primer sencillo en 1990, mientras que el rap es poco popular en Francia : Bouge de là  (con un nuevo clip), extraído de su primer álbum. Este sencillo, que conoce un gran éxito desde su salida, está basado en un sample de The Message del grupo Cymande. Compone otra canción: Caroline. En 1991, aparece sobre el escenario del programa de Christophe Dechavanne : Ciel, mon mardi! junto con IAM.

### DeQui sème le vent récolte le tempoa Prose Combat (1991–1994)
Después del éxito de Bouge de là, colabora con el grupo estadounidense De La Soul en el programa del teatro Olympia en septiembre de 1991. Al finalizar 1991, Solaar saca su primer álbum Qui sème le vent récolte le tempo que alcanza los 400 000 ejemplares vendidos. Con el éxito de su primer álbum, inicia una larga gira en Polonia y en Rusia. En diciembre de 1992, continúa su gira en 12 país del Oeste de África donde su flow en francés es muy apreciado por sus fanes africanos. MC Solaar se compromete además a liberar prisionero político surcoreano Kim Song-Man, participando con Costa-Gavras en el cortometraje Pour Kim Song-Man, en 1991, con el grupo Saï Saï.
En 1993, colabora con el rapero estadounidense Guru del grupo Gang Starr con Le bien le mal en el álbum Jazzmatazz Vuelo. 1, primera vez para un rapero francés, signo de la notoriedad adquirida por Solaar, sobre todo en Estados Unidos. Participa en la compilación Rap Les Cools Sessions dirigida por su amigo Jimmy Jay, aportando el título Et Dieu Créa L'Homme y realizando los interludios presentes entre cada título. MC Solaar vuelve al estudio en 1994 para grabar Prose combat. El álbum vende 100 000 ejemplares en los diez primeros días de su salida en Francia y resulta también una de las mejores ventas en veinte otros países. El clip de su título Le Nouveau Western, basado en un sample de Bonnie and Clyde de Serge Gainsbourg, es llevado a Texas, en Nueva York y París por el realizador francés Stéphane Sednaoui.
En 1995, participa en el disco La Haine, musiques inspirées du film. Como consecuencia del caso MC Solaar/Universal Music, su título Comme dans un film estará ausente a partir de ahora en las reediciones del disco. La mismo año, obtiene el premio al mejor artista intérprete masculino durante la 10e cérémonie des Victoires de la musique. Debido a la calidad literaria de sus textos, en razón también, muy seguramente, de su éxito, se encuentra rápidamente en una encrucijada: apostando por lo intelectual y los medios cultivados en general, es acusado de estar en compromiso con el « sistema » por otros raperos[cita requerida] MC Solaar, que no figura en las compilaciones de rap franceses (Rapattitude I et II), prosigue así su camino en solitario. Reconocido en el extranjero para su colaboración con Guru, se convierte en Francia en el rapero que se opone a otros, como NTM, más radicales, más provocadores.
De los desacuerdos entre el rapero y su DJ, Jimmy Jay, nace una ruptura entre ambos. Jimmy Jay no termina la gira Prose Combate y Solaar se ve obligado a reemplazarlo.

### De Paradisiaque a Tour de la question (1995–2000)
De 1995 a 2000, comparte escenario con la cantante y actora Ophélie Winter con la que colabora en la canción Un jour que interpreta en la banda original de la película de Walt Disney El jorobado de Notre Dame (película de 1996).

En junio de 1997 sale el tercer álbum del cantante, Paradisiaque. La música es creada por Hubert Blanc-Francard, conocido como Boom Bass, y Philippe Zdar, más conocido como « Funk Mob ». Estos dos compositores, que formarán más tarde el grupo Cassius, habían trabajado ya en los dos primeros álbumes de MC Solaar, junto con Jimmy Jay.
Su cuarto álbum nombrado simplemente MC Solaar sale desde el año siguiente, pero marca el final de su colaboración con Polydor. Los 9 y 10 de enero de 1998, MC Solaar comienza una gran gira por el Zénith de París. El concierto que presenta es un espectáculo con DJ y danseurs (como Bintou Dembélé) que sobresale el marco musical. Es su amigo de niñez Bambi Cruz, rappeur y chorégraphe, que asegura la primera parte. Este último es de otro lado el premier artista que Solaar producido sobre su todo joven label, Sentinelle Norte.
El 11 de mayo de 1998, MC Solaar toca en el teatro Olympia de París. Allí aprovecha para grabar su primer álbum live: Le Tour de la question. Dos días más tarde y con otro registro, participa en 51.º Festival de Cannes. MC Solaar es invitado efectivamente, como artista y cinéphile, a formar parte del jurado de la competición oficial, bajo la presidencia del realizador estadounidense Martin Scorsese. El mismo año, la Academia francesa le concede la gran medalla de la canción francesa por su conjunto de sus cantos poéticos ».

### DeCinquième As aChapitre 7(desde 2001)
El álbum, el Quinto As será lanzado en febrero de 2001, distribuido por Warner. Claude Mc Solaar mismo es el director artístico, que es un primero. Él decide tomar esta oportunidad para trabajar con los compositores poco conocidos: Fabrice Kurser, DJ Mac y DJ de la Muestra, Eric K-Roz Alain J. en cuanto a la pluma del rapero, que oscila entre la luminosidad (en canciones como Baby Love , o Hasta la Vista) y la severidad (Colonias o Arkansas). Este álbum marca de Mc Solaar un retorno al rap, el más " duro ", como lo demuestra el primer sencillo de Solaar está Llorando. Este álbum sabe con los valores Solaar está Llorando, Hasta la Vista y RMI un éxito que, de hecho, uno de los más exitosos del rap francés de todos los tiempos.
El quinto as es muy aclamado por la crítica y fluye rápidamente a más de 600 000 copias. Hasta la Vista, es el primer título de la artista nominal n.º. 1 en Francia.
Un par de meses después del lanzamiento de la Cinquième As, el cantante comienza una gira por Francia, que pasa por el Cenit, en París, en noviembre de 2001, presentando un verdadero espectáculo. Vuelve así a la carga tras el éxito de su anterior álbum, volviéndose a posicionar como uno de los artistas franceses más importantes en el campo del rap. Al año siguiente, en 2002, el sencillo Inch'Allah supone un gran éxito. Este título no aparece en ningún álbum.
Se casa con Chloé Bensemoun a principios del mes de diciembre de 2003 en la ciudad de Chantilly, departamento de Oise, y pronto se convirtió en padre de dos hijos.

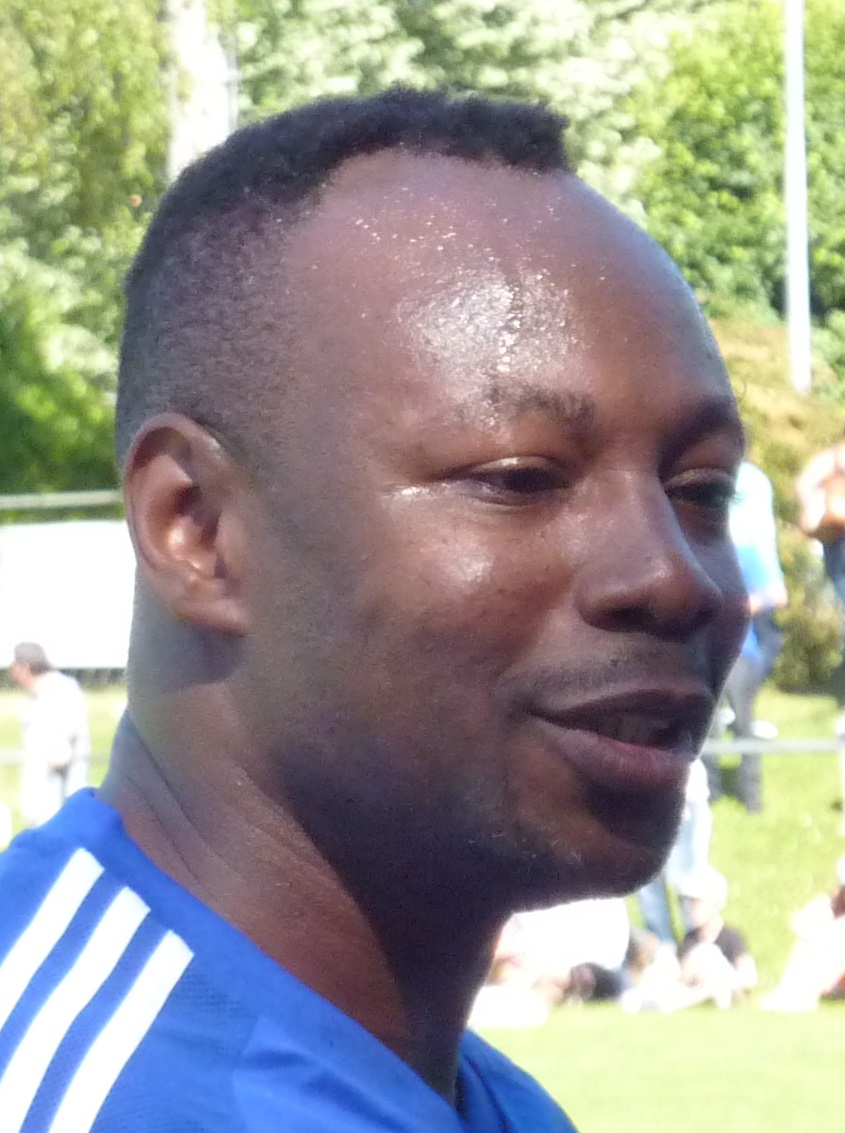
MC Solaar en un de fútbol de benéfico por la Celebración de la Esperanza de 2014 en Ginebra, Suiza.

El álbum Mach 6 sale a la luz en 12 de 2003, elaborado por el Black Rose de la Corporación, es decir, los productores de Eric K-Roz y Alain J, que ya han participado en el álbum anterior. Con ellos, Solaar viaja a Moscú, Rusia, para grabar las piezas orquestales y darle un aspecto más orgánico al estilo musical. Junto a los textos, la tranquilidad de la poesía y el estilo de rap están todavía presentes. Él continúa para crear canciones con sus recuerdos de la vida (Souvenir) y a compartir sus sueños viajeros (Hijo de África, Au pays de Gandhi). Los títulos La vie est belle et Au pays de Gandhi  se difundirán ampliamente en la radio. Musicalmente, en este álbum se encuentran a menudo sugerencias de música para el cine, o la música clásica (Sauvez le monde, Ça me hante). A la luz de su predecesor, el álbum Mach 6 se considera medio éxito. También marca el fin de un período que comenzó en 1990, durante el cual Solaar registros álbumes a un ritmo bastante constante, y donde colaboraciones con otros artistas han sido muchas.
Hace falta esperar cerca cuatro años para que MC Solaar graba un nuevo dísco. El álbum  Chapitre 7, su séptimo álbum de estudio, sale en 06 de 2007 Los sencillos Da Vinci Claude y Clic Clic son reflejo en el disco de influencias particularmente variadas : rock, reggae, jazz y hip-hop, más clásico. Este álbum ha sido recompensado por un Victoria de la música (Álbum de música urbana del año 2008). Después, las apariciones musicales de Mc Solaar son más escasas. En 2008, Mc Solaar vuelve al mito Rabbi Jacob con su canción El Rabbi muffin. La canción formada parte de la comedia musical de 2008 Las Aventuras de Rabbi Jacob, dirigida por Patrick Timsit. El título retoma el sample de la película compuesta en aquellos tiempos por Vladimir Cosma. A su regreso en 2011, escribe y canta el título Marche ou rêve, sobre el álbum The Revenge de Tom Fire.
El 19 de febrero de 2017 de 2017, Jimmy Jay, productor de los dos primeros álbumes de Solaar, Qui sème le vent récolte le temp y Prose combat, publican por su cuenta en Youtube el título Sentinel Nord, con veinte años de antigüedad, que habría sido apartado de los álbumes estudios,.
Diez años después de Chapitre 7, el rapero anuncia finalmente la salida de un nuevo álbum, Géopoétique, para el 03 de noviembre de 2017. El primer sencillo, Sonotone, sale el 01 de septiembre de 2017 de MC Solaar considera igualmente un sonido en colaboración con Bigflo & Oli.

## Notoriedad
En France 3, MC Solaar ha sido caricaturizado en la emisión de juventud Las Minikeums por la marioneta Me Sé.
El 8 de febrero de 1997 es llamado por primera vez para participar al espectáculo de los Enfoirés. Desde 2001, participa cada año.
El título La Belle et le Bad Boy del álbum Cinquième As es utilizado en un episodio de True Blood : el episodio 6 de la estación 3, difundido el domingo 25 de julio de 2010 en HBO, y en el último episodio de Sex and the City, Año American Girl in París - Marcha 2 difundido en 2004 sobre HBO.

## Conflictos con discográfica
Después del éxito de su segundo álbum Prose combate, MC Solaar compone dos álbumes en su casa para la discográfica Polydor, para publicación en tres meses bajo la forma de un doble álbum. Yendo en contra de la elección de la artista, el firma publica ambos discos separadamente : la primera sale en junio de 1997 (Paradisiaque), y el segundo en julio de 1998 (MC Solaar). Solaar inicia entonces un procedimiento judicial en contra de Polydor.
En 1997, los jueces de lo social reconocen que el sello Polydor no ha respetado las cláusulas del contrato que lo ligaba a MC Solaar al no publicar a tiempo el conjunto de las grabaciones producidas. La decisión de justicia, confirmada por el tribunal de apelación de París en 2002, después por el tribunal de casación en 2004, prohíbe a Polydor (propiedad del grupo Universal Music) de proseguir el aprovechamiento de los cuatro primeros álbumes del artista, la cual posee la propiedad intelectual. Desde entonces, estos cuatro álbumes ya no son editados, ni sobre soporte físico, ni en descarga legal, a falta de un acuerdo comercial entre el artista y su antigua firma.

## Discografía

### Álbumes de estudio
- 1991 : Qui sème le vent récolte le tempo
- 1994 : Prose combat
- 1997 : Paradisiaque
- 1998 : MC Solaar
- 2001 : Cinquième As
- 2003 : Mach 6
- 2007 : Chapitre 7
- 2017 : Géopoétique

### Recopilaciones
- 2010 : Magnum 567 (recopilación)

### Álbumes en vivo
- 1998 : Le Tour de la question (En el teatro Olympia)

### Participaciones inéditas
- Sage poètes de la rue sur le titre l'ennemie n'a cessé d'acheter des k7 de capes et d'épées
- L'œil au beurre noir, le zigzageur de l'aise, don xérès delavega
- Álbum de mélaaz
- Álbum de la mafia K1fry con kery James, raggasonic (je ne veux pas faire la guerre) où ils font du dancehall
- mixtape de Jimmy Jay
- Mixtape boboch, menelik
- Todavía desconocido, aparece en la emisión de 24h sur Canal+ consagrado como fenóneno del rap en Francia, con Public Enemy (donde le podemos ver hacer un rap en RER)
- Primera presentación televisiva con la canción Bouge de là en la emisión Baby-Lone en La Cinq
- Et Dieu créa l'homme - Compilation de Jimmy Jay Les Cools Sessions
- Le bien, le mal - Álbum de Guru (Gangstarr) Jazzmatazz con Guru
- Un ange en danger -Album Stolen Moments con Ron Carter
- Le Syndrome de Stockholm - Maxi de MC Solaar Obsolète con Bambi Cruz (qui fut un de ses danseurs)
- Zig zag de l'aisé - Maxi de MC Solaar La Concubine de l'hémoglobine
- Represent - Maxi de MC Solaar La Concubine de l'hémoglobine con Black Jack, Carlos (Sens Unik), Mello Philo (Sages Po') & Willy Roots
- Comme dans un film - BO del film La Haine
- Le Repas - Álbum de Sens Unik Chromatic con Sens Unik
- Listen - Álbum de Urban Species Listen con Urban Species
- Solaar power - Maxi de MC Solaar Solaar Power E.P. y la versión inglesa de Prose Combat
- I'm doin' fine - Maxi de MC Solaar Solaar Power E.P. y la versión inglesa de Prose Combat conThe Roots
- 8 mesures pour 12 types - Álbum de Bambi Cruz Ouvre Les Yeux con Puzzle, 9 Respect, Bambi Cruz, Driver, Kaysha, Rootsneg'...
- All n my grill (European mix) - Album (version européenne) de Missy Elliott "Da Real World" con Missy Elliott
- À Jalálábád - Álbum de I Muvrini Umani con I Muvrini, Zarina & Marina Fazel
- Le Flow Beretta - Inédito
- Communication - Álbum de Vocal Rendezvous de Al Di Meola con Beverly Knight (2006)
- Inséparables - Álbum de Black Jack (ex-Democrates D) Black Jack con Black Jack
- Petite Sœur - Álbum de Philemon L'Excuse con Philemon
- Un Ange en Danger - con Ron Carter, dans le documentaire Red, Hot & Cool (1994)
- La Boîte de Pandore - Álbum de Julie Zenatti La Boîte de Pandore con Julie Zenatti (2007)
- Trop de haine - con TooCool (2011)
- Marche ou rêve - En el álbum The Revenge (2011) de Tom Fire
- Le Cœur comme métronome - Con Bambi Cruz, en el álbum Peacetolet (2012) de Imposs.
- La Hantise du portier - BO del film Le Ballon d'or
- Nouveau Western (Versión sinfónica) - Con la orquesta filarmónica de Radio France y The Ice Kream (juillet 2016)

## Filmografía
- 1991 : Pour Kim Song-Man corto-metraje de Costa-Gavras
- 2005 : Mort à l'écran corto-metraje de Alexis Ferrebeuf : Jonathan
- 2011 : Illegal Love Documental de Julie Gali (Voix)